# Lolita (Texas)
Lolita es un lugar designado por el censo ubicado en el condado de Jackson en el estado estadounidense de Texas. En el Censo de 2010 tenía una población de 555 habitantes y una densidad poblacional de 83,06 personas por km².

## Geografía
Lolita se encuentra ubicado en las coordenadas 28°49′57″N 96°32′19″O / 28.83250, -96.53861. Según la Oficina del Censo de los Estados Unidos, Lolita tiene una superficie total de 6.68 km², de la cual 6.68 km² corresponden a tierra firme y (0%) 0 km² es agua.

## Demografía
Según el censo de 2010, había 555 personas residiendo en Lolita. La densidad de población era de 83,06 hab./km². De los 555 habitantes, Lolita estaba compuesto por el 75.14% blancos, el 0.72% eran afroamericanos, el 0% eran amerindios, el 0.18% eran asiáticos, el 0% eran isleños del Pacífico, el 21.08% eran de otras razas y el 2.88% pertenecían a dos o más razas. Del total de la población el 38.38% eran hispanos o latinos de cualquier raza.